# Costa Rica en la Copa de Oro de la Concacaf 2017
La Selección de fútbol de Costa Rica fue uno de los doce participantes en la Copa de Oro de la Concacaf 2017, torneo que se organizó en distintos escenarios de Estados Unidos, desde el 7 de julio hasta el 26 de julio.
El sorteo de la competición, realizado el 7 de marzo en Bahía de San Francisco, determinó que Costa Rica disputaría sus partidos en el grupo A junto con Honduras —contra quien enfrenta el clásico centroamericano—, Canadá y el debutante Guayana Francesa.
El combinado costarricense clasificó al certamen mediante uno de los cupos directos que otorgó la Copa Centroamericana 2017.
En la fase de grupos, se impuso por 0:1 a Honduras en el segundo partido de la fecha inaugural. Luego empató 1:1 frente a Canadá, y en el último juego derrotó 3:0 a Guayana Francesa. Terminó como líder de la tabla con 7 puntos.
En cuartos de final derrotó por 1:0 a Panamá y cayó en semifinales por 0:2 ante Estados Unidos.

## Clasificación
El 2 de enero de 2017, el entrenador de la selección Óscar Ramírez realizó la convocatoria oficial con miras a la decimocuarta edición de la Copa Centroamericana, la cual se desarrolló en territorio panameño. Ramírez conformó el grupo por 17 futbolistas de la Primera División costarricense y por 6 jugadores militando en el exterior. El 13 de enero comenzó el torneo regional donde los Ticos, en el Estadio Rommel Fernández, enfrentaron al conjunto de El Salvador. Las imprecisiones mostradas por ambas escuadras repercutieron en el resultado final para que este terminara empatado sin anotaciones. Para el compromiso de dos días después en el mismo escenario deportivo, los costarricenses tuvieron como rival al combinado de Belice. El doblete del debutante José Guillermo Ortiz y el gol de Johan Venegas dieron la victoria de 0-3. No obstante, el 17 de enero se presentó nuevamente la igualdad de 0-0, siendo esta vez ante Nicaragua. Tres días posteriores se efectuó el clásico del área frente a Honduras, el cual finiquitó balanceado a un gol. El único revés de la nación dirigida por Ramírez fue el 22 de enero, por la última jornada, contra el anfitrión Panamá. El marcador de 1-0 confirmó el cuarto lugar de los costarricenses y un cupo directo para la Copa de Oro de la Concacaf.

### Tabla de posiciones
- – Campeón y clasificado a la Copa de Oro de la Concacaf 2017
- – Clasificados a la Copa de Oro de la Concacaf 2017.
- – Clasificado para la repesca de la Copa de Oro de la Concacaf 2017 contra el quinto lugar de Copa del Caribe de 2016
- – Eliminado.

| Selección   | Pts. | PJ | PG | PE | PP | GF | GC | Dif |
| ----------- | ---- | -- | -- | -- | -- | -- | -- | --- |
| Honduras    | 13   | 5  | 4  | 1  | 0  | 7  | 3  | 4   |
| Panamá      | 10   | 5  | 3  | 1  | 1  | 4  | 2  | 2   |
| El Salvador | 7    | 5  | 2  | 1  | 2  | 5  | 4  | 1   |
| Costa Rica  | 6    | 5  | 1  | 3  | 1  | 4  | 2  | 2   |
| Nicaragua   | 4    | 5  | 1  | 1  | 3  | 5  | 6  | -1  |
| Belice      | 1    | 5  | 0  | 1  | 4  | 2  | 10 | -8  |

### Partidos
| Jornada 1; 13 de enero de 2017, 18:30 UTC-5 | Costa Rica | 0:0 (0:0) | El Salvador | Estadio Rommel Fernández, Panamá |                          |
|                                             |            | Reporte   |             | Árbitro(s): Jair Marrufo         | Árbitro(s): Jair Marrufo |

| Jornada 2; 15 de enero de 2017, 13:00 UTC-5 | Belice | 0:3 (0:1) | Costa Rica                    | Estadio Rommel Fernández, Panamá |                          |
|                                             |        | Reporte   | - Ortiz 25' 64' - Venegas 51' | Árbitro(s): Kimbell Ward         | Árbitro(s): Kimbell Ward |

| Jornada 3; 17 de enero de 2017, 18:30 UTC-5 | Costa Rica | 0:0 (0:0) | Nicaragua | Estadio Rommel Fernández, Panamá |                        |
|                                             |            | Reporte   |           | Árbitro(s): John Pitti           | Árbitro(s): John Pitti |

| Jornada 4; 20 de enero de 2017, 18:30 UTC-5 | Honduras     | 1:1 (1:0) | Costa Rica  | Estadio Rommel Fernández, Panamá |                               |
|                                             | - Andino 17' | Reporte   | - Calvo 60' | Árbitro(s): Fernando Guerrero    | Árbitro(s): Fernando Guerrero |

| Jornada 5; 22 de enero de 2017, 16:00 UTC-5 | Panamá       | 1:0 (0:0) | Costa Rica | Estadio Rommel Fernández, Panamá |                           |
|                                             | - Cooper 67' | Reporte   |            | Árbitro(s): Óscar Moncada        | Árbitro(s): Óscar Moncada |

## Lista de jugadores
El 16 de junio de 2017, el entrenador Óscar Ramírez entregó la lista de convocados para la competición. Inicialmente estaba conformada por cuarenta jugadores, reduciéndose a veintiséis. El 29 de junio se confirmó la nómina definitiva de veintitrés futbolistas.
| N.º                   | Nombre             | Posición              | Edad    | PJ  | Goles | Club                  |
| --------------------- | ------------------ | --------------------- | ------- | --- | ----- | --------------------- |
| 1                     | Leonel Moreira     | Portero               | 27 años | 7   | 0     | C.S. Herediano        |
| 18                    | Patrick Pemberton  | Portero               | 35 años | 34  | 0     | L.D. Alajuelense      |
| 23                    | Danny Carvajal     | Portero               | 28 años | 2   | 0     | Albacete Balompié     |
| 2                     | Johnny Acosta      | Defensa central       | 34 años | 59  | 2     | C.S. Herediano        |
| 3                     | Giancarlo González | Defensa central       | 29 años | 57  | 2     | Bologna F.C. 1909     |
| 4                     | Michael Umaña      | Defensa central       | 35 años | 100 | 1     | C.S. Cartaginés       |
| 5                     | Kenner Gutiérrez   | Defensa central       | 28 años | 2   | 0     | L.D. Alajuelense      |
| 6                     | José Salvatierra   | Lateral derecho       | 27 años | 31  | 0     | L.D. Alajuelense      |
| 15                    | Francisco Calvo    | Defensa central       | 25 años | 24  | 2     | Minnesota United F.C. |
| 22                    | Juan Pablo Vargas  | Lateral izquierdo     | 22 años | 1   | 0     | C.S. Herediano        |
| 24                    | Kendall Waston     | Defensa central       | 29 años | 18  | 2     | Vancouver Whitecaps   |
| 26                    | Jhamir Ordain      | Lateral derecho       | 23 años | 2   | 0     | C.S. Herediano        |
| 14                    | Randall Azofeifa   | Mediocentro defensivo | 32 años | 55  | 3     | C.S. Herediano        |
| 17                    | Yeltsin Tejeda     | Mediocentro defensivo | 25 años | 40  | 0     | F.C. Lausanne-Sport   |
| 19                    | Ulises Segura      | Interior derecho      | 24 años | 3   | 0     | Deportivo Saprissa    |
| 20                    | David Guzmán       | Mediocentro defensivo | 27 años | 34  | 0     | Portland Timbers      |
| 25                    | José Leitón        | Interior izquierdo    | 23 años | 0   | 0     | C.S. Herediano        |
| 27                    | Jimmy Marín        | Interior derecho      | 19 años | 0   | 0     | C.S. Herediano        |
| 7                     | David Ramírez      | Delantero centro      | 24 años | 12  | 3     | Deportivo Saprissa    |
| 9                     | Ariel Rodríguez    | Delantero centro      | 27 años | 1   | 1     | Bangkok Glass F.C.    |
| 10                    | Bryan Ruiz         | Extremo izquierdo     | 31 años | 99  | 23    | Sporting de Lisboa    |
| 21                    | Marco Ureña        | Mediapunta            | 27 años | 49  | 10    | San Jose Earthquakes  |
| Bandera de Costa Rica | Óscar Ramírez      | Director técnico      | 60 años |     |       |                       |

### Bajas
Los siguientes jugadores quedaron fuera de la competición poco después de haber sido incluidos en la lista definitiva.
| Jugador          | Posición          | Sustituido por    | Motivo | Fecha       |
| ---------------- | ----------------- | ----------------- | ------ | ----------- |
| Ronald Matarrita | Lateral izquierdo | Juan Pablo Vargas | Lesión | 29 de junio |
| Bryan Oviedo     | Lateral izquierdo | Kendall Waston    | Lesión | 10 de julio |
| Johan Venegas    | Interior derecho  | Jimmy Marín       | Lesión | 12 de julio |
| Joel Campbell    | Extremo derecho   | José Leitón       | Lesión | 12 de julio |
| Cristian Gamboa  | Lateral derecho   | Jhamir Ordain     | Lesión | 14 de julio |
| Rodney Wallace   | Extremo izquierdo | No disponible     | Lesión | 18 de julio |

## Participación

### Grupo A
| Selección        | Pts. | PJ | PG | PE | PP | GF | GC | Dif |
| ---------------- | ---- | -- | -- | -- | -- | -- | -- | --- |
| Costa Rica       | 7    | 3  | 2  | 1  | 0  | 5  | 1  | +4  |
| Canadá           | 5    | 3  | 1  | 2  | 0  | 5  | 3  | +2  |
| Honduras         | 4    | 3  | 1  | 1  | 1  | 3  | 1  | +2  |
| Guayana Francesa | 0    | 3  | 0  | 0  | 3  | 2  | 10 | -8  |

#### Honduras - Costa Rica
| Jornada 1; 7 de julio de 2017, 21:00 UTC-4 | Honduras       | 0:1 (0:1) | Costa Rica                                                                        | Red Bull Arena, Harrison, Nueva Jersey                   |                                                          |
|                                            | - Alvarado 52' | Reporte   | - González 28' - Ureña 38' (Wallace ) - Gamboa 44' - Guzmán 84' - Pemberton 90+2' | Asistencia: 25.817 espectadores Árbitro(s): Walter López | Asistencia: 25.817 espectadores Árbitro(s): Walter López |

| 1          | Guardameta     | Luis López       |     |
| 2          | Defensa        | Félix Crisanto   |     |
| 3          | Defensa        | Maynor Figueroa  |     |
| 4          | Defensa        | Henry Figueroa   |     |
| 5          | Defensa        | Ever Alvarado    |     |
| 23         | Defensa        | Carlos Sánchez   | 62' |
| 6          | Centrocampista | Bryan Acosta     |     |
| 8          | Centrocampista | Alfredo Mejía    |     |
| 7          | Centrocampista | Carlos Discua    | 56' |
| 12         | Centrocampista | Romell Quioto    |     |
| 16         | Delantero      | Ovidio Lanza     | 46' |
| Entrenador | Entrenador     | Jorge Luis Pinto |     |

| 18         | Guardameta     | Patrick Pemberton  |     |
| 16         | Defensa        | Cristian Gamboa    |     |
| 3          | Defensa        | Giancarlo González |     |
| 2          | Defensa        | Johnny Acosta      |     |
| 5          | Defensa        | Kenner Gutiérrez   |     |
| 15         | Defensa        | Francisco Calvo    |     |
| 20         | Centrocampista | David Guzmán       |     |
| 13         | Centrocampista | Rodney Wallace     | 71' |
| 10         | Centrocampista | Bryan Ruiz         |     |
| 11         | Centrocampista | Johan Venegas      | 35' |
| 21         | Delantero      | Marco Ureña        | 82' |
| Entrenador | Entrenador     | Óscar Ramírez      |     |

| 17 | Delantero      | Alberth Elis    | 46' |
| 14 | Centrocampista | Boniek García   | 56' |
| 10 | Centrocampista | Alexander López | 62' |

| 12 | Delantero      | Joel Campbell  | 35' |
| 17 | Centrocampista | Yeltsin Tejeda | 71' |
| 7  | Delantero      | David Ramírez  | 82' |

| Amonestado | 52' | Ever Alvarado |  |

| Amonestado | 28'   | Giancarlo González |  |
| Amonestado | 44'   | Cristian Gamboa    |  |
| Amonestado | 84'   | David Guzmán       |  |
| Amonestado | 90+2' | Patrick Pemberton  |  |

| Anotado | 38' | Marco Ureña | 0 - 1 |

| Árbitro             | Walter López     |
| Árbitros asistentes | Gerson López     |
| Árbitros asistentes | Hermenerito Leal |
| Cuarto árbitro      | Joel Aguilar     |

| 1          | Guardameta     | Luis López       |     |
| 2          | Defensa        | Félix Crisanto   |     |
| 3          | Defensa        | Maynor Figueroa  |     |
| 4          | Defensa        | Henry Figueroa   |     |
| 5          | Defensa        | Ever Alvarado    |     |
| 23         | Defensa        | Carlos Sánchez   | 62' |
| 6          | Centrocampista | Bryan Acosta     |     |
| 8          | Centrocampista | Alfredo Mejía    |     |
| 7          | Centrocampista | Carlos Discua    | 56' |
| 12         | Centrocampista | Romell Quioto    |     |
| 16         | Delantero      | Ovidio Lanza     | 46' |
| Entrenador | Entrenador     | Jorge Luis Pinto |     |

| 18         | Guardameta     | Patrick Pemberton  |     |
| 16         | Defensa        | Cristian Gamboa    |     |
| 3          | Defensa        | Giancarlo González |     |
| 2          | Defensa        | Johnny Acosta      |     |
| 5          | Defensa        | Kenner Gutiérrez   |     |
| 15         | Defensa        | Francisco Calvo    |     |
| 20         | Centrocampista | David Guzmán       |     |
| 13         | Centrocampista | Rodney Wallace     | 71' |
| 10         | Centrocampista | Bryan Ruiz         |     |
| 11         | Centrocampista | Johan Venegas      | 35' |
| 21         | Delantero      | Marco Ureña        | 82' |
| Entrenador | Entrenador     | Óscar Ramírez      |     |

| 17 | Delantero      | Alberth Elis    | 46' |
| 14 | Centrocampista | Boniek García   | 56' |
| 10 | Centrocampista | Alexander López | 62' |

| 12 | Delantero      | Joel Campbell  | 35' |
| 17 | Centrocampista | Yeltsin Tejeda | 71' |
| 7  | Delantero      | David Ramírez  | 82' |

| Amonestado | 52' | Ever Alvarado |  |

| Amonestado | 28'   | Giancarlo González |  |
| Amonestado | 44'   | Cristian Gamboa    |  |
| Amonestado | 84'   | David Guzmán       |  |
| Amonestado | 90+2' | Patrick Pemberton  |  |

| Anotado | 38' | Marco Ureña | 0 - 1 |

| Árbitro             | Walter López     |
| Árbitros asistentes | Gerson López     |
| Árbitros asistentes | Hermenerito Leal |
| Cuarto árbitro      | Joel Aguilar     |

|  |

| Estadísticas      | Bandera de Honduras | Bandera de Costa Rica |
| Tiros             | 11                  | 7                     |
| Recuperaciones    | 30                  | 5                     |
| Faltas            | 13                  | 16                    |
| Saques de esquina | 4                   | 9                     |
| Penalties         | 0                   | 0                     |
| Fueras de juego   | 0                   | 2                     |
| Pases correctos   | 232                 | 231                   |
| Pases incorrectos | 62                  | 23                    |
| Posesión de balón | 53%                 | 47%                   |

#### Costa Rica - Canadá
| Jornada 2; 11 de julio de 2017, 18:30 UTC-5 | Costa Rica                            | 1:1 (1:1) | Canadá                  | BBVA Compass Stadium, Houston, Texas                    |                                                         |
|                                             | - Gutiérrez 34' - Calvo 41' (Guzmán ) | Reporte   | - Davies 25' (Arfield ) | Asistencia: 12.019 espectadores Árbitro(s): Mark Geiger | Asistencia: 12.019 espectadores Árbitro(s): Mark Geiger |

| 18         | Guardameta     | Patrick Pemberton  |     |
| 16         | Defensa        | Cristian Gamboa    | 72' |
| 3          | Defensa        | Giancarlo González |     |
| 2          | Defensa        | Johnny Acosta      |     |
| 5          | Defensa        | Kenner Gutiérrez   |     |
| 15         | Defensa        | Francisco Calvo    |     |
| 20         | Centrocampista | David Guzmán       | 60' |
| 13         | Centrocampista | Rodney Wallace     |     |
| 10         | Centrocampista | Bryan Ruiz         |     |
| 12         | Centrocampista | Joel Campbell      | 23' |
| 21         | Delantero      | Marco Ureña        |     |
| Entrenador | Entrenador     | Óscar Ramírez      |     |

| 18         | Guardameta     | Milan Borjan          |     |
| 23         | Defensa        | Michael Petrasso      |     |
| 5          | Defensa        | Dejan Jaković         |     |
| 19         | Defensa        | Steven Vitória        |     |
| 4          | Defensa        | Sam Adekugbe          |     |
| 6          | Centrocampista | Samuel Piette         |     |
| 12         | Centrocampista | Alphonso Davies       | 68' |
| 8          | Centrocampista | Scott Arfield         |     |
| 14         | Centrocampista | Mark-Anthony Kaye     |     |
| 10         | Centrocampista | Junior Hoilett        | 76' |
| 16         | Delantero      | Anthony Jackson-Hamel | 55' |
| Entrenador | Entrenador     | Octavio Zambrano      |     |

| 7  | Delantero      | David Ramírez    | 23' |
| 17 | Centrocampista | Yeltsin Tejeda   | 60' |
| 6  | Defensa        | José Salvatierra | 72' |

| 11 | Delantero | Tosaint Ricketts | 55' |
| 2  | Defensa   | Fraser Aird      | 68' |
| 9  | Delantero | Lucas Cavallini  | 76' |

| Amonestado | 34' | Kenner Gutiérrez |  |

| Anotado | 41' | Francisco Calvo | 1 - 1 |

| Anotado | 25' | Alphonso Davies | 0 - 1 |

| Árbitro             | Mark Geiger      |
| Árbitros asistentes | Charles Morgante |
| Árbitros asistentes | Corey Rockwell   |
| Cuarto árbitro      | César Ramos      |

| 18         | Guardameta     | Patrick Pemberton  |     |
| 16         | Defensa        | Cristian Gamboa    | 72' |
| 3          | Defensa        | Giancarlo González |     |
| 2          | Defensa        | Johnny Acosta      |     |
| 5          | Defensa        | Kenner Gutiérrez   |     |
| 15         | Defensa        | Francisco Calvo    |     |
| 20         | Centrocampista | David Guzmán       | 60' |
| 13         | Centrocampista | Rodney Wallace     |     |
| 10         | Centrocampista | Bryan Ruiz         |     |
| 12         | Centrocampista | Joel Campbell      | 23' |
| 21         | Delantero      | Marco Ureña        |     |
| Entrenador | Entrenador     | Óscar Ramírez      |     |

| 18         | Guardameta     | Milan Borjan          |     |
| 23         | Defensa        | Michael Petrasso      |     |
| 5          | Defensa        | Dejan Jaković         |     |
| 19         | Defensa        | Steven Vitória        |     |
| 4          | Defensa        | Sam Adekugbe          |     |
| 6          | Centrocampista | Samuel Piette         |     |
| 12         | Centrocampista | Alphonso Davies       | 68' |
| 8          | Centrocampista | Scott Arfield         |     |
| 14         | Centrocampista | Mark-Anthony Kaye     |     |
| 10         | Centrocampista | Junior Hoilett        | 76' |
| 16         | Delantero      | Anthony Jackson-Hamel | 55' |
| Entrenador | Entrenador     | Octavio Zambrano      |     |

| 7  | Delantero      | David Ramírez    | 23' |
| 17 | Centrocampista | Yeltsin Tejeda   | 60' |
| 6  | Defensa        | José Salvatierra | 72' |

| 11 | Delantero | Tosaint Ricketts | 55' |
| 2  | Defensa   | Fraser Aird      | 68' |
| 9  | Delantero | Lucas Cavallini  | 76' |

| Amonestado | 34' | Kenner Gutiérrez |  |

| Anotado | 41' | Francisco Calvo | 1 - 1 |

| Anotado | 25' | Alphonso Davies | 0 - 1 |

| Árbitro             | Mark Geiger      |
| Árbitros asistentes | Charles Morgante |
| Árbitros asistentes | Corey Rockwell   |
| Cuarto árbitro      | César Ramos      |

|  |

| Estadísticas      | Bandera de Costa Rica | Bandera de Canadá |
| Tiros             | 18                    | 11                |
| Recuperaciones    | 25                    | 9                 |
| Faltas            | 11                    | 12                |
| Saques de esquina | 8                     | 3                 |
| Penalties         | 0                     | 0                 |
| Fueras de juego   | 1                     | 1                 |
| Pases correctos   | 265                   | 214               |
| Pases incorrectos | 81                    | 33                |
| Posesión de balón | 58%                   | 42%               |

#### Costa Rica - Guayana Francesa
| Jornada 3; 14 de julio de 2017, 18:30 UTC-5 | Costa Rica                                                  | 3:0 (1:0) | Guayana Francesa                                   | Toyota Stadium, Frisco, Texas |                         |
|                                             | - Rodríguez 3' - Wallace 78' (Ureña ) - Ramírez 82' (Ruiz ) | Reporte   | - Loïc Baal 23' - Soubervie 57' - Ludovic Baal 60' | Árbitro(s): César Ramos       | Árbitro(s): César Ramos |

| 23         | Guardameta     | Danny Carvajal     |     |
| 6          | Defensa        | José Salvatierra   |     |
| 3          | Defensa        | Giancarlo González |     |
| 4          | Defensa        | Michael Umaña      |     |
| 15         | Defensa        | Francisco Calvo    |     |
| 14         | Centrocampista | Randall Azofeifa   | 67' |
| 17         | Centrocampista | Yeltsin Tejeda     |     |
| 7          | Centrocampista | David Ramírez      |     |
| 10         | Centrocampista | Bryan Ruiz         |     |
| 19         | Centrocampista | Ulises Segura      | 53' |
| 9          | Delantero      | Ariel Rodríguez    | 77' |
| Entrenador | Entrenador     | Óscar Ramírez      |     |

| 22         | Guardameta     | Donovan Léon       |     |
| 7          | Defensa        | Anthony Soubervie  |     |
| 2          | Defensa        | Hugues Rosime      |     |
| 14         | Defensa        | Grégory Lescot     |     |
| 5          | Defensa        | Cédric Fabien      |     |
| 8          | Centrocampista | Jean-David Legrand |     |
| 11         | Centrocampista | Roy Contout        | 65' |
| 10         | Centrocampista | Loïc Baal          |     |
| 23         | Centrocampista | Ludovic Baal       |     |
| 4          | Centrocampista | Rhudy Evens        | 76' |
| 9          | Delantero      | Arnold Abelinti    | 46' |
| Entrenador | Entrenador     | Jaïr Karam         |     |

| 20 | Centrocampista | David Guzmán   | 53' |
| 13 | Centrocampista | Rodney Wallace | 67' |
| 21 | Delantero      | Marco Ureña    | 77' |

| 21 | Delantero      | Schaquille Dutard | 46' |
| 13 | Centrocampista | Miguel Haabo      | 65' |
| 12 | Delantero      | Mickaël Solvi     | 76' |

| Amonestado | 23' | Loïc Baal         |  |
| Amonestado | 57' | Anthony Soubervie |  |

| Expulsado | 60' | Ludovic Baal |  |

| Anotado | 3'  | Ariel Rodríguez | 1 - 0 |
| Anotado | 78' | Rodney Wallace  | 2 - 0 |
| Anotado | 82' | David Ramírez   | 3 - 0 |

| Árbitro             | César Ramos       |
| Árbitros asistentes | Marvin Torrentera |
| Árbitros asistentes | Miguel Hernández  |
| Cuarto árbitro      | Fernando Guerrero |

| 23         | Guardameta     | Danny Carvajal     |     |
| 6          | Defensa        | José Salvatierra   |     |
| 3          | Defensa        | Giancarlo González |     |
| 4          | Defensa        | Michael Umaña      |     |
| 15         | Defensa        | Francisco Calvo    |     |
| 14         | Centrocampista | Randall Azofeifa   | 67' |
| 17         | Centrocampista | Yeltsin Tejeda     |     |
| 7          | Centrocampista | David Ramírez      |     |
| 10         | Centrocampista | Bryan Ruiz         |     |
| 19         | Centrocampista | Ulises Segura      | 53' |
| 9          | Delantero      | Ariel Rodríguez    | 77' |
| Entrenador | Entrenador     | Óscar Ramírez      |     |

| 22         | Guardameta     | Donovan Léon       |     |
| 7          | Defensa        | Anthony Soubervie  |     |
| 2          | Defensa        | Hugues Rosime      |     |
| 14         | Defensa        | Grégory Lescot     |     |
| 5          | Defensa        | Cédric Fabien      |     |
| 8          | Centrocampista | Jean-David Legrand |     |
| 11         | Centrocampista | Roy Contout        | 65' |
| 10         | Centrocampista | Loïc Baal          |     |
| 23         | Centrocampista | Ludovic Baal       |     |
| 4          | Centrocampista | Rhudy Evens        | 76' |
| 9          | Delantero      | Arnold Abelinti    | 46' |
| Entrenador | Entrenador     | Jaïr Karam         |     |

| 20 | Centrocampista | David Guzmán   | 53' |
| 13 | Centrocampista | Rodney Wallace | 67' |
| 21 | Delantero      | Marco Ureña    | 77' |

| 21 | Delantero      | Schaquille Dutard | 46' |
| 13 | Centrocampista | Miguel Haabo      | 65' |
| 12 | Delantero      | Mickaël Solvi     | 76' |

| Amonestado | 23' | Loïc Baal         |  |
| Amonestado | 57' | Anthony Soubervie |  |

| Expulsado | 60' | Ludovic Baal |  |

| Anotado | 3'  | Ariel Rodríguez | 1 - 0 |
| Anotado | 78' | Rodney Wallace  | 2 - 0 |
| Anotado | 82' | David Ramírez   | 3 - 0 |

| Árbitro             | César Ramos       |
| Árbitros asistentes | Marvin Torrentera |
| Árbitros asistentes | Miguel Hernández  |
| Cuarto árbitro      | Fernando Guerrero |

|  |

| Estadísticas      | Bandera de Costa Rica | Bandera de Guayana Francesa |
| Tiros             | 15                    | 8                           |
| Recuperaciones    | 28                    | 11                          |
| Faltas            | 10                    | 11                          |
| Saques de esquina | 3                     | 4                           |
| Penalties         | 0                     | 0                           |
| Fueras de juego   | 3                     | 2                           |
| Pases correctos   | 213                   | 322                         |
| Pases incorrectos | 58                    | 24                          |
| Posesión de balón | 46%                   | 54%                         |

### Cuartos de final

#### Costa Rica - Panamá
| Cuartos de final; 19 de julio de 2017, 18:00 UTC-4 | Costa Rica                       | 1:0 (0:0) | Panamá      | Lincoln Financial Field, Filadelfia, Pensilvania |                           |
|                                                    | - Ramírez 20' - Godoy 76' (a.g.) | Reporte   | - Godoy 74' | Árbitro(s): Óscar Moncada                        | Árbitro(s): Óscar Moncada |

| 18         | Guardameta     | Patrick Pemberton  |     |
| 6          | Defensa        | José Salvatierra   |     |
| 24         | Defensa        | Kendall Waston     |     |
| 2          | Defensa        | Johnny Acosta      |     |
| 3          | Defensa        | Giancarlo González |     |
| 15         | Defensa        | Francisco Calvo    |     |
| 20         | Centrocampista | David Guzmán       |     |
| 17         | Centrocampista | Yeltsin Tejeda     | 85' |
| 7          | Centrocampista | David Ramírez      | 64' |
| 10         | Centrocampista | Bryan Ruiz         |     |
| 21         | Delantero      | Marco Ureña        |     |
| Entrenador | Entrenador     | Óscar Ramírez      |     |

| 12         | Guardameta     | José Calderón        |     |
| 2          | Defensa        | Michael Amir Murillo |     |
| 5          | Defensa        | Fidel Escobar        |     |
| 23         | Defensa        | Roberto Chen         |     |
| 17         | Defensa        | Luis Ovalle          |     |
| 6          | Centrocampista | Gabriel Gómez        | 67' |
| 8          | Centrocampista | Édgar Bárcenas       |     |
| 11         | Centrocampista | Armando Cooper       | 57' |
| 20         | Centrocampista | Aníbal Godoy         |     |
| 18         | Centrocampista | Miguel Camargo       | 70' |
| 9          | Delantero      | Gabriel Torres       |     |
| Entrenador | Entrenador     | Hernán Darío Gómez   |     |

| 9  | Delantero      | Ariel Rodríguez  | 64' 76' |
| 19 | Centrocampista | Ulises Segura    | 76'     |
| 5  | Defensa        | Kenner Gutiérrez | 85'     |

| 22 | Delantero      | Abdiel Arroyo     | 57' |
| 21 | Centrocampista | Leslie Heráldez   | 67' |
| 14 | Centrocampista | Valentín Pimentel | 70' |

| Amonestado | 20' | David Ramírez |  |

| Amonestado | 74' | Aníbal Godoy |  |

| a.g.' | 76' | Aníbal Godoy | 1 - 0 |

| Árbitro             | Óscar Moncada    |
| Árbitros asistentes | Hermenerito Leal |
| Árbitros asistentes | Melvyn Cruz      |
| Cuarto árbitro      | Melvin Matamoros |

| 18         | Guardameta     | Patrick Pemberton  |     |
| 6          | Defensa        | José Salvatierra   |     |
| 24         | Defensa        | Kendall Waston     |     |
| 2          | Defensa        | Johnny Acosta      |     |
| 3          | Defensa        | Giancarlo González |     |
| 15         | Defensa        | Francisco Calvo    |     |
| 20         | Centrocampista | David Guzmán       |     |
| 17         | Centrocampista | Yeltsin Tejeda     | 85' |
| 7          | Centrocampista | David Ramírez      | 64' |
| 10         | Centrocampista | Bryan Ruiz         |     |
| 21         | Delantero      | Marco Ureña        |     |
| Entrenador | Entrenador     | Óscar Ramírez      |     |

| 12         | Guardameta     | José Calderón        |     |
| 2          | Defensa        | Michael Amir Murillo |     |
| 5          | Defensa        | Fidel Escobar        |     |
| 23         | Defensa        | Roberto Chen         |     |
| 17         | Defensa        | Luis Ovalle          |     |
| 6          | Centrocampista | Gabriel Gómez        | 67' |
| 8          | Centrocampista | Édgar Bárcenas       |     |
| 11         | Centrocampista | Armando Cooper       | 57' |
| 20         | Centrocampista | Aníbal Godoy         |     |
| 18         | Centrocampista | Miguel Camargo       | 70' |
| 9          | Delantero      | Gabriel Torres       |     |
| Entrenador | Entrenador     | Hernán Darío Gómez   |     |

| 9  | Delantero      | Ariel Rodríguez  | 64' 76' |
| 19 | Centrocampista | Ulises Segura    | 76'     |
| 5  | Defensa        | Kenner Gutiérrez | 85'     |

| 22 | Delantero      | Abdiel Arroyo     | 57' |
| 21 | Centrocampista | Leslie Heráldez   | 67' |
| 14 | Centrocampista | Valentín Pimentel | 70' |

| Amonestado | 20' | David Ramírez |  |

| Amonestado | 74' | Aníbal Godoy |  |

| a.g.' | 76' | Aníbal Godoy | 1 - 0 |

| Árbitro             | Óscar Moncada    |
| Árbitros asistentes | Hermenerito Leal |
| Árbitros asistentes | Melvyn Cruz      |
| Cuarto árbitro      | Melvin Matamoros |

|  |

| Estadísticas      | Bandera de Costa Rica | Bandera de Panamá |
| Tiros             | 9                     | 13                |
| Recuperaciones    | 17                    | 6                 |
| Faltas            | 12                    | 5                 |
| Saques de esquina | 6                     | 3                 |
| Penalties         | 0                     | 0                 |
| Fueras de juego   | 1                     | 3                 |
| Pases correctos   | 201                   | 194               |
| Pases incorrectos | 61                    | 34                |
| Posesión de balón | 54%                   | 46%               |

### Semifinal

#### Costa Rica - Estados Unidos
| Semifinal; 22 de julio de 2017, 21:00 UTC-5 | Costa Rica     | 0:2 (0:0) | Estados Unidos                                             | AT&T Stadium, Arlington, Texas                           |                                                          |
|                                             | - González 66' | Reporte   | - González 60' - Altidore 71' (Dempsey ) 72' - Dempsey 81' | Asistencia: 45.516 espectadores Árbitro(s): Joel Aguilar | Asistencia: 45.516 espectadores Árbitro(s): Joel Aguilar |

| 18         | Guardameta     | Patrick Pemberton  |     |
| 6          | Defensa        | José Salvatierra   | 77' |
| 24         | Defensa        | Kendall Waston     |     |
| 2          | Defensa        | Johnny Acosta      |     |
| 3          | Defensa        | Giancarlo González |     |
| 15         | Defensa        | Francisco Calvo    |     |
| 20         | Centrocampista | David Guzmán       | 79' |
| 17         | Centrocampista | Yeltsin Tejeda     | 74' |
| 7          | Centrocampista | David Ramírez      |     |
| 10         | Centrocampista | Bryan Ruiz         |     |
| 21         | Delantero      | Marco Ureña        |     |
| Entrenador | Entrenador     | Óscar Ramírez      |     |

| 24         | Guardameta     | Tim Howard       |     |
| 19         | Defensa        | Graham Zusi      |     |
| 3          | Defensa        | Omar González    |     |
| 5          | Defensa        | Matt Besler      |     |
| 2          | Defensa        | Jorge Villafaña  |     |
| 20         | Centrocampista | Paul Arriola     | 65' |
| 26         | Centrocampista | Michael Bradley  |     |
| 23         | Centrocampista | Kellyn Acosta    | 84' |
| 25         | Centrocampista | Darlington Nagbe |     |
| 27         | Delantero      | Jozy Altidore    | 82' |
| 8          | Delantero      | Jordan Morris    |     |
| Entrenador | Entrenador     | Bruce Arena      |     |

| 5  | Defensa        | Kenner Gutiérrez | 74' |
| 14 | Centrocampista | Randall Azofeifa | 77' |
| 25 | Centrocampista | José Leitón      | 79' |

| 28 | Centrocampista | Clint Dempsey | 65' |
| 9  | Delantero      | Gyasi Zardes  | 82' |
| 13 | Centrocampista | Dax McCarty   | 84' |

| Amonestado | 66' | Giancarlo González |  |

| Amonestado | 60' | Omar González |  |
| Amonestado | 72' | Jozy Altidore |  |

| Anotado | 71' | Jozy Altidore | 0 - 1 |
| Anotado | 81' | Clint Dempsey | 0 - 2 |

| Árbitro             | Joel Aguilar         |
| Árbitros asistentes | Juan Francisco Zumba |
| Árbitros asistentes | William Torres       |
| Cuarto árbitro      | César Ramos          |

| 18         | Guardameta     | Patrick Pemberton  |     |
| 6          | Defensa        | José Salvatierra   | 77' |
| 24         | Defensa        | Kendall Waston     |     |
| 2          | Defensa        | Johnny Acosta      |     |
| 3          | Defensa        | Giancarlo González |     |
| 15         | Defensa        | Francisco Calvo    |     |
| 20         | Centrocampista | David Guzmán       | 79' |
| 17         | Centrocampista | Yeltsin Tejeda     | 74' |
| 7          | Centrocampista | David Ramírez      |     |
| 10         | Centrocampista | Bryan Ruiz         |     |
| 21         | Delantero      | Marco Ureña        |     |
| Entrenador | Entrenador     | Óscar Ramírez      |     |

| 24         | Guardameta     | Tim Howard       |     |
| 19         | Defensa        | Graham Zusi      |     |
| 3          | Defensa        | Omar González    |     |
| 5          | Defensa        | Matt Besler      |     |
| 2          | Defensa        | Jorge Villafaña  |     |
| 20         | Centrocampista | Paul Arriola     | 65' |
| 26         | Centrocampista | Michael Bradley  |     |
| 23         | Centrocampista | Kellyn Acosta    | 84' |
| 25         | Centrocampista | Darlington Nagbe |     |
| 27         | Delantero      | Jozy Altidore    | 82' |
| 8          | Delantero      | Jordan Morris    |     |
| Entrenador | Entrenador     | Bruce Arena      |     |

| 5  | Defensa        | Kenner Gutiérrez | 74' |
| 14 | Centrocampista | Randall Azofeifa | 77' |
| 25 | Centrocampista | José Leitón      | 79' |

| 28 | Centrocampista | Clint Dempsey | 65' |
| 9  | Delantero      | Gyasi Zardes  | 82' |
| 13 | Centrocampista | Dax McCarty   | 84' |

| Amonestado | 66' | Giancarlo González |  |

| Amonestado | 60' | Omar González |  |
| Amonestado | 72' | Jozy Altidore |  |

| Anotado | 71' | Jozy Altidore | 0 - 1 |
| Anotado | 81' | Clint Dempsey | 0 - 2 |

| Árbitro             | Joel Aguilar         |
| Árbitros asistentes | Juan Francisco Zumba |
| Árbitros asistentes | William Torres       |
| Cuarto árbitro      | César Ramos          |

|  |

| Estadísticas      | Bandera de Costa Rica | Bandera de Estados Unidos |
| Tiros             | 6                     | 9                         |
| Recuperaciones    | 10                    | 24                        |
| Faltas            | 14                    | 18                        |
| Saques de esquina | 4                     | 2                         |
| Penalties         | 0                     | 0                         |
| Fueras de juego   | 2                     | 2                         |
| Pases correctos   | 217                   | 287                       |
| Pases incorrectos | 26                    | 75                        |
| Posesión de balón | 41%                   | 59%                       |

## Estadísticas

### Participación de los jugadores
Actualizado al último partido jugado el 22 de julio de 2017.
| N.º | Pos | Jugador            | PJ | Minutos Jugados | Goles | Asistencias | Tarjetas Amarillas | Doble Tarjeta Amarilla y Roja | Tarjetas Rojas |
| --- | --- | ------------------ | -- | --------------- | ----- | ----------- | ------------------ | ----------------------------- | -------------- |
| 2   |     | Johnny Acosta      | 4  | 360             | 0     | 0           | 0                  | 0                             | 0              |
| 3   |     | Giancarlo González | 5  | 450             | 0     | 0           | 2                  | 0                             | 0              |
| 4   |     | Michael Umaña      | 1  | 90              | 0     | 0           | 0                  | 0                             | 0              |
| 5   |     | Kenner Gutiérrez   | 4  | 201             | 0     | 0           | 1                  | 0                             | 0              |
| 6   |     | José Salvatierra   | 4  | 275             | 0     | 0           | 0                  | 0                             | 0              |
| 7   |     | David Ramírez      | 5  | 319             | 1     | 0           | 1                  | 0                             | 0              |
| 8   |     | Bryan Oviedo       | 0  | 0               | 0     | 0           | 0                  | 0                             | 0              |
| 9   |     | Ariel Rodríguez    | 2  | 89              | 1     | 0           | 0                  | 0                             | 0              |
| 10  |     | Bryan Ruiz         | 5  | 450             | 0     | 1           | 0                  | 0                             | 0              |
| 11  |     | Johan Venegas      | 1  | 35              | 0     | 0           | 0                  | 0                             | 0              |
| 12  |     | Joel Campbell      | 2  | 78              | 0     | 0           | 0                  | 0                             | 0              |
| 13  |     | Rodney Wallace     | 3  | 184             | 1     | 1           | 0                  | 0                             | 0              |
| 14  |     | Randall Azofeifa   | 2  | 80              | 0     | 0           | 0                  | 0                             | 0              |
| 15  |     | Francisco Calvo    | 5  | 450             | 1     | 0           | 0                  | 0                             | 0              |
| 16  |     | Cristian Gamboa    | 2  | 162             | 0     | 0           | 1                  | 0                             | 0              |
| 17  |     | Yeltsin Tejeda     | 5  | 298             | 0     | 0           | 0                  | 0                             | 0              |
| 19  |     | Ulises Segura      | 2  | 68              | 0     | 0           | 0                  | 0                             | 0              |
| 20  |     | David Guzmán       | 5  | 356             | 0     | 1           | 1                  | 0                             | 0              |
| 21  |     | Marco Ureña        | 5  | 365             | 1     | 1           | 0                  | 0                             | 0              |
| 22  |     | Juan Pablo Vargas  | 0  | 0               | 0     | 0           | 0                  | 0                             | 0              |
| 24  |     | Kendall Waston     | 2  | 180             | 0     | 0           | 0                  | 0                             | 0              |
| 25  |     | José Leitón        | 1  | 11              | 0     | 0           | 0                  | 0                             | 0              |
| 26  |     | Jhamir Ordain      | 0  | 0               | 0     | 0           | 0                  | 0                             | 0              |
| 27  |     | Jimmy Marín        | 0  | 0               | 0     | 0           | 0                  | 0                             | 0              |

| N.º | Pos | Jugador           | PJ | Minutos Jugados | Goles recibidos | Atajos | Tarjetas Amarillas | Doble Tarjeta Amarilla y Roja | Tarjetas Rojas |
| --- | --- | ----------------- | -- | --------------- | --------------- | ------ | ------------------ | ----------------------------- | -------------- |
| 1   |     | Leonel Moreira    | 0  | 0               | 0               | 0      | 0                  | 0                             | 0              |
| 18  |     | Patrick Pemberton | 4  | 360             | 3               | 11     | 1                  | 0                             | 0              |
| 23  |     | Danny Carvajal    | 1  | 90              | 0               | 2      | 0                  | 0                             | 0              |